# Брикнер, Густав
Густав Адольф Брикнер (англ. Gustave Adolf "Gus" Brickner; 10 февраля 1912, Шарлерой, Пенсильвания — 5 декабря 1991) — американский сталевар из городка Шарлерой на реке Мононгахила, в 40 км к югу от Питтсбурга, штат Пенсильвания, США, пловец-любитель, которого называли «человек — белый медведь», поскольку он мог и любил плавать в холодной воде.

## Биография
Густав Брикнер плавал в ледяной воде с 7 лет и регистрировал расстояние, которое проплывал, с 15 лет.
Он плавал в реке Мононгахила за ледокольными судами холодной зимой, которой славится этот район. По реке ходили торговые баржи, для них во время зимних морозов ледоколы пробивали путь. За баржами и ледоколами плыл Брикнер. Новый год он отмечал купанием в ледяной воде. Он делал так многие годы, и в конце концов, другие жители стали присоединяться к нему, чтобы ненадолго окунуться в ледяную воду, так был основан «Клуб белых медведей» — традиция, которая продолжается ежегодно по сей день и освещается местными газетами и телеканалами по всей стране.
В холодной воде Брикнер начал плавать в качестве подготовки к попыткам пересечь Ла-Манш. Две такие попытки окончились неудачей, причем во второй ему не хватило 400 ярдов (366 метров), когда его вытащили из воды в бессознательном состоянии.
24 января 1963 года, плывя по реке Аллегейни за прокладывавшим ему путь ледоколом при −18 °F (-28 °C) и ветре 40 миль в час (≈ 64 км / ч), Брикнер одолел расстояние в 1162 фута (355 метров) за 6 мин 22 сек. Буксир, идущий впереди, пробивал дорогу сквозь лёд толщиной 25,4 см. «Моё тело было покрыто льдом, когда я выбрался из воды», — сказал Брикнер репортёрам. Это достижение было зафиксировано в Книге рекордов Гиннесса и, по-видимому, останется непревзойденным, поскольку «Гиннесс» позднее прекратил регистрацию подобных рекордов ввиду большого числа неудачных попыток. Категория была закрыта по соображениям безопасности после того, как несколько человек погибли, пытаясь превзойти Брикнера.
В 1978 году Брикнер прекратил заплывы в холодной воде, но продолжал ежедневно плавать в реке Мононгахила с 1 апреля по 1 ноября.
К ноябрю 1985 года за 58 лет Брикнер проплыл расстояние в 38 162 мили (61 415 км), что приблизительно составляет полторы кругосветки по экватору и также стало рекордом Гиннесса.
В 1985 году Брикнер так отозвался о проплытом им к тому времени расстоянии:

Чтобы кто-то побил тот рекорд, ему нужно будет плавать по две мили в день, каждый день в течение 52 лет.
Оригинальный текст (англ.)For someone to break that record, they’ll have to swim two miles a day, every day, for 52 years.